# Hohburg
Hohburg is een kern in de gemeente Lossatal in het noorden van het Saksische Landkreis Leipzig, Duitsland.

## Geografie

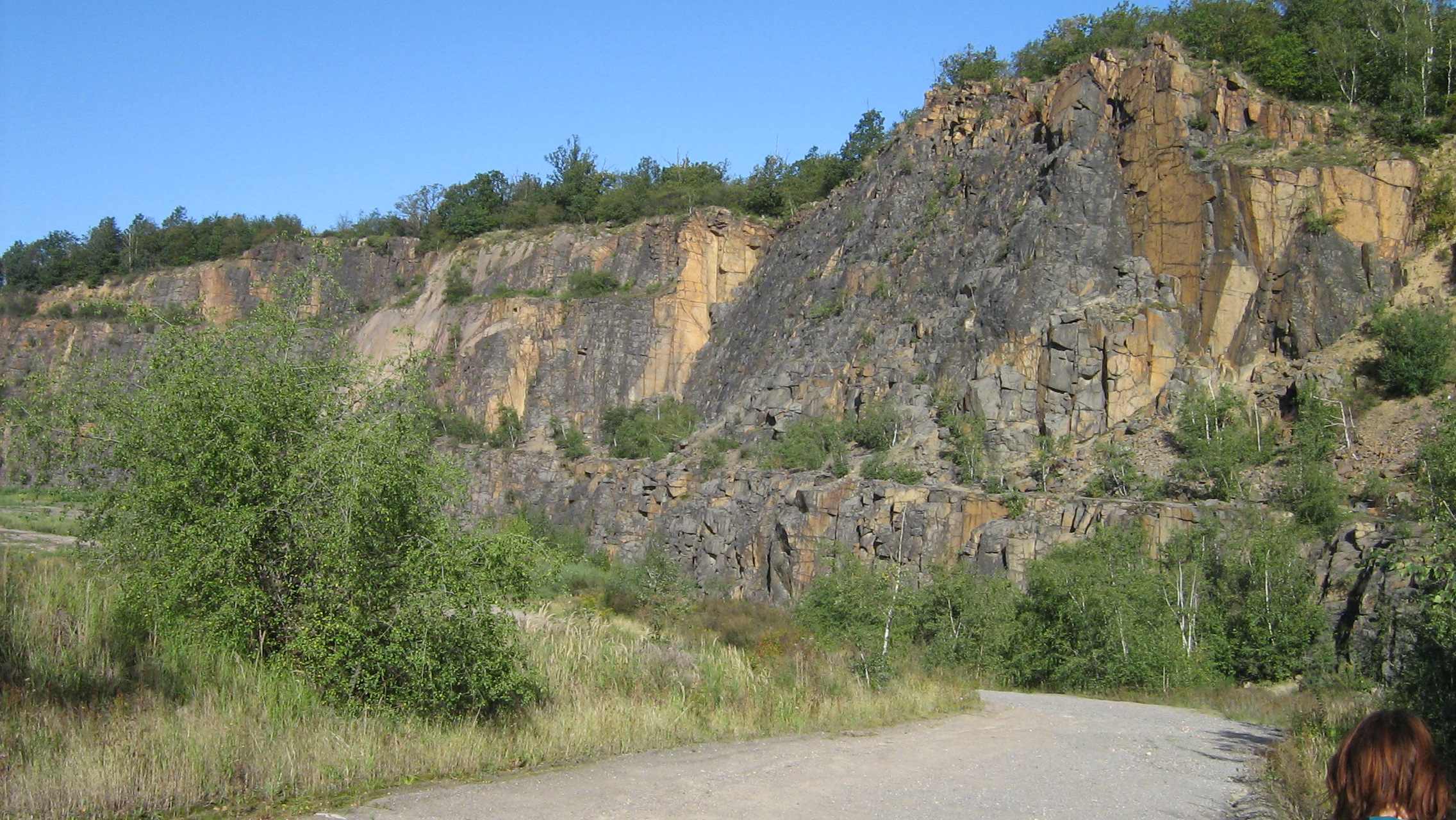
Steinbruch bei Böhlitz

Hohburg ligt circa 8 kilometer noordoostelijk van Wurzen en ongeveer 15 km zuidoostelijk van Eilenburg. Rondom Hohburg bevinden zich de Hohburger bergen, ook wel Hohburger Schweiz genoemd. Deze Ryoliet-formaties rijzen tot 120 meter boven de omgeving van de Leipziger Tieflandsbucht op. Hoogste punt is de Löbenberg met 240 meter boven Normalnull (NN), gevolgd door de Gaudlitzberg (219 m boven NN), Burzelberg (217 m boven NN) en Galgenberg (213 m boven NN). Ten zuiden van Hohburg bevindt zich de Kleine Berg met een hoogte van 206 m boven NN. In het tussen de Hohburger Bergen liggende dal, stroomt de Lossabach door de kernen Müglenz, Hohburg, Klein- en Großzschepa tot de Mulde bij Thallwitz. Ten zuidwesten van het dorp bevindt zich de Kaolinsee.

## Geschiedenis
De nederzettingsgeschiedenis van de omgeving is terug te voeren tot het Paleolithicum. De burg op de Burzelberg uit de La Tène-periode was een van de oudste steenarchitecturen in Saksen.
De kernen Hohburg en Lüptitz werden in het jaar 1185 samen met een Tidericus de Hoberch voor het eerste genoemd. Van 1198 tot 1495 is over Hoberg, Hoberc, Hobergk te lezen, in 1539 Hoburgk en vanaf 1791 wordt de huidige schrijfwijze gebruikt.
Vanaf 1590 behoorde de toenmalige landgemeente tot het ambt Wurzen, in 1875 komt Hohburg met de kern Kapsdorf onder bestuur van Amtshauptmannschaft Grimma. In 1950 werd Watzschwitz bijgevoegd. Van 1952 tot 1994 behoorde Hohburg tot Kreis Wurzen. In 1961 kwam Kleinzschepa en in 1972 Müglenz daarbij. De dorpen van de drie gemeenten Hohburg, Großzschepa en Lüptitz fuseerden in het jaar 1993 tot de gemeente Hohburg. Van 1994 bis 2008 was Hohburg onderdeel van het Muldentalkreis.
Op 1 januari 2012 werd de tot dan zelfstandige gemeente Hohburg met de bijbehorende kernen in de gemeente Lossatal opgenomen. De gemeente Hohburg werkte samen met Bodelshausen en het Landkreis Tübingen.